# Кондуровка (село)
Конду́ровка (рос. Кондуровка) — село у складі Сарактаського району Оренбурзької області, Росія.
Стара назва — Кандуровка.

## Населення
Населення — 255 осіб (2010; 283 у 2002).
Національний склад (станом на 2002 рік):
- росіяни — 92 %